# ذعرة صفراء شرقية
ذعرة صفراء شرقية (الاسم العلمي: Motacilla tschutschensis) (بالإنجليزية: Eastern Yellow Wagtail)‏ هو طائر صغير من الجواثم ينتمي لفصيلة التمرة.